# Нове-Скальмежице
Нове-Скальмежице (пол. Nowe Skalmierzyce, нем. Neu Skalmierschütz) — город в Польше, входит в Великопольское воеводство, Острувский повят. Занимает площадь 1,59 км². Население — 5116 человек (на 2004 год).
Город входит в состав городско-сельской гмины Нове-Скальмежице, но административным центром гмины является село Скальмежице.